# Cantón de Vielle-Aure
El cantón de Vielle-Aure era una división administrativa francesa, que estaba situada en el departamento de Altos Pirineos y la región de Mediodía-Pirineos.

## Composición
El cantón estaba formado por catorce comunas:
- Aragnouet
- Azet
- Bourisp
- Cadeilhan-Trachère
- Camparan
- Ens
- Estensan
- Grailhen
- Guchan
- Sailhan
- Saint-Lary-Soulan
- Tramezaïgues
- Vielle-Aure
- Vignec

## Supresión del cantón de Vielle-Aure
En aplicación del Decreto nº 2014-242 de 25 de febrero de 2014, el cantón de Vielle-Aure fue suprimido el 22 de marzo de 2015 y sus 14 comunas pasaron a formar parte del nuevo cantón de Neste, Aure y Louron.